# 육군사관학교 지휘근무제도
육군사관학교 지휘근무제도는 미래 군의 리더로서 요구되는 역량을 배양하기 위하여 생도들에게 부여된 직책과 권한에 따라 수행되는 일체의 지휘 및 지도 활동을 말한다. 학년별 역할 및 훈육목표에 따른 올바른 수평적 리더십 함양과 참모부서별·계급별·직책별 역할을 이해하고 생도 주도 지휘활동으로 자율과 책임을 강화하기 위하여, 1952년부터 지속되어 온 전통적인 '지휘근무제도'와 2018년 육군의 지휘철학으로 정립된 '임무형 지휘'를 결합한 개념이다. 생도들을 여단~분대까지 지휘관(자) 및 참모, 분대원으로 편성하고, 법규와 지휘관 의도 속에서 직책과 권한에 따라 부여된 과업을 효과적으로 달성하는 데 목적이 있다.

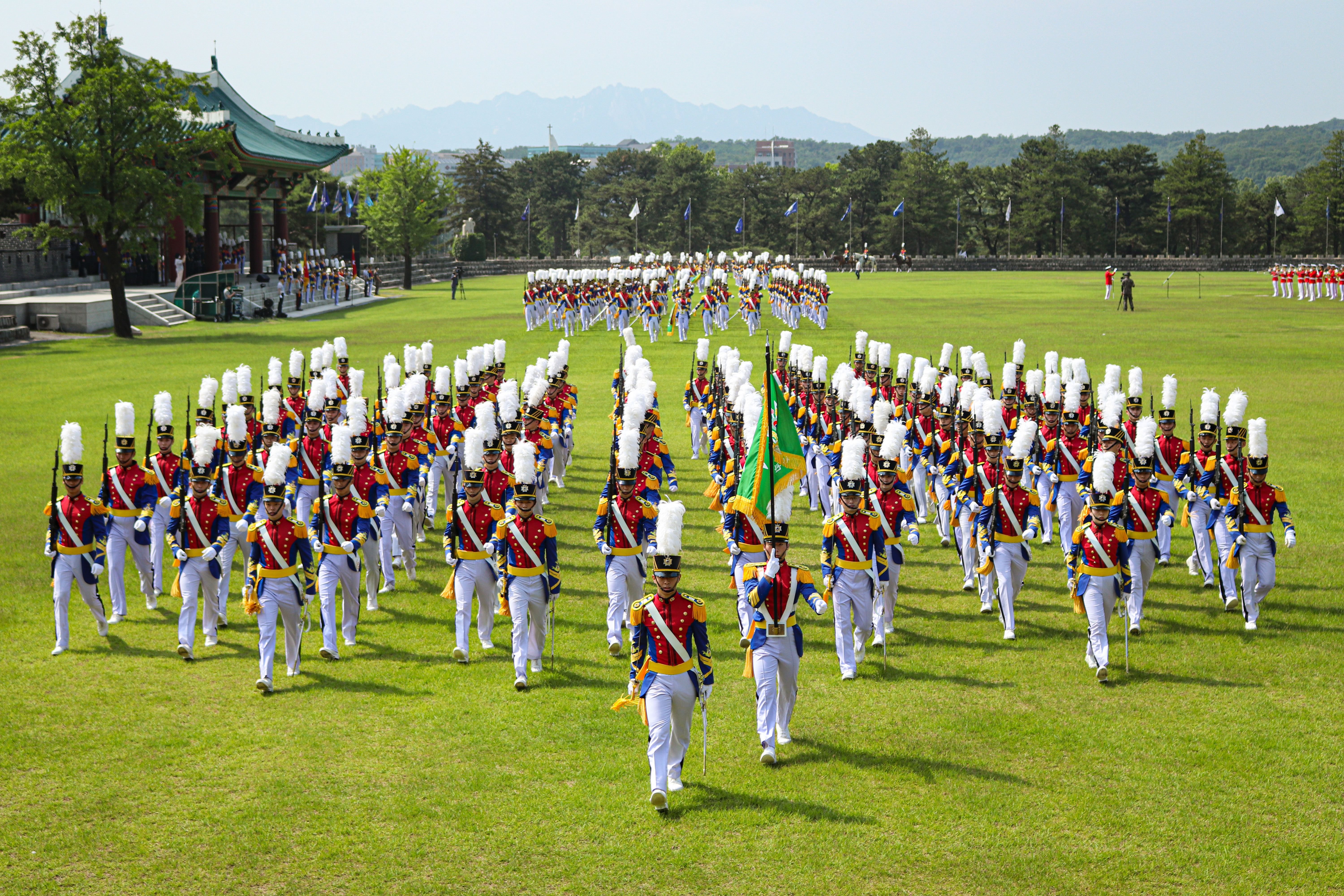
육군사관학교 화랑의식(제 5중대)

우측 그림과 같이 매 주 금요일에 진행되는 화랑의식 시간에 지휘근무생도의 지시사항이 전달되고, 여단장 생도의 다음 한 주간 여단 생활 중점과 실천 방안이 전달된다.

## 편성 및 임무

### 생도 지휘근무 편성[1]
- 1개의 생도여단은 여단본부, 2개의 생도대대와 대대본부, 8개의 생도중대로 편성하며 각 생도중대는 중대본부와 4개 소대로, 소대는 3~4개의 분대로 편성한다. 1,2,3,4중대는 1대대 소속, 5,6,7,8중대는 2대대 소속이다. 생도분대의 편성은 1,2,3,4학년을 혼합하여 훈육관이 편성한다. 3학년 생도도 분대장 직책을 맡을 수 있으며, 이 경우 4학년 생도 없이 분대를 편성할 수도 있다.[참고 1] 지휘근무생도의 부재, 건제유지 활동 등이 제한되는 경우(격리, 휴학 등) 훈육관으로부터 권한을 부여받은 생도에 의해 대리근무 체제를 유지할 수 있다.

- 지휘근무생도의 직책 간 서열은 지휘관 생도의 경우 제대 크기 순, 즉 여단장, 대대장, 중대장, 소대장, 분대장 순으로 하고, 동일 제대의 경우 참모생도는 지휘관 생도의 다음 서열로 한다. 참모생도 상호 간 및 서로 다른 제대의 지휘관과 참모생도 상호간은 원칙적으로 동일한 서열로 한다. 다만, 동일 계열의 임무를 수행하는 참모생도 상호 간 서열은 제대가 큰 순서 및 과장생도 다음에 담당관 생도의 순으로 한다.

- 기타 교육대(화랑기초훈련, 하계군사훈련 등) 편성은 보통 학년별 1개의 생도대대와 대대본부, 2개의 중대, 4개 소대로, 소대는 4개의 분대로 편성된다. 특별한 경우(휴학, 퇴학 등)를 제외하면 원 소속 중대 건제를 유지하여 각 소대로 편성된다. (2중대의 경우 1중대 2소대, 7중대의 경우 2중대 3소대)

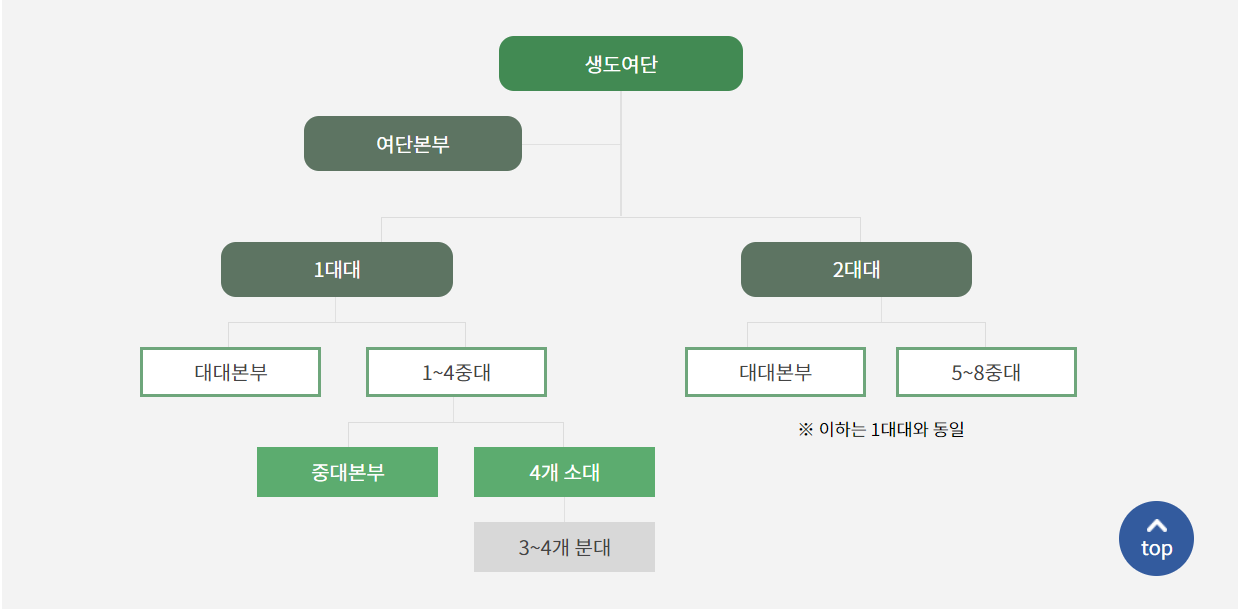
육군사관학교 생도여단 편성표

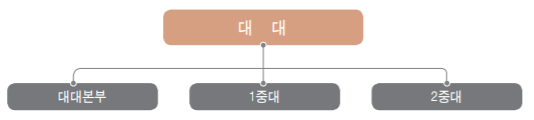
육군사관학교 기타교육대(화랑기초훈련, 하계군사훈련 등) 편성표

### 지휘근무생도 권한[3]
- 지휘근무생도는 지휘계선상 하위제대 지휘근무 생도에게 규정 범위 내에서 일과진행 통제, 기능별 위임 또는 지시된 임무 수행을 위한 명령 및 지시를 할 수 있다.

- 지휘근무생도는 생도생활 지도를 위하여 포상 및 징계 권한을 갖는다.

#### 포상[4]
- 통합 훈육 계선상의 전 장교 및 생도는 해당 분야의 공이 큰 생도 또는 모범이 되는 생도에 대해 포상을 건의할 수 있으며, 포상은 표창과 상장으로 구분된다. 수여권자는 훈육관 이상 지휘관이고 생도에게 수여되는 상장의 시기와 종류는 육사 행정예규 332 성적산정예규에서 정하는 바에 따른다.
- 표창은 해당 제대 지휘관이 추천하거나 장교 지휘계통의 포상 처천지시에 의한 생도 상벌위원회의 건의에 따라 훈육위원회에서 최종 심의하여 결정한다. 단, 생도 상벌위원회 위원에 대한 포상은 훈육위원회에서 심의결정한다. 또한, 상장 수여 심의 중 필요 시 교육운영위원회의 심의도 거칠 수 있다.

#### 징계[5]
- 징계는 다음의 세 가지 경우의 어느 하나에 해당하는 경우, 학교장(또는 생도대장)은 훈육위원회 또는 생도 여단 상벌위원회에 징계의결을 거쳐 징계처분을 한다.

1. 사관생도가 준수해야 하는 법규 및 이에 따른 명령을 위반한 경우
2. 수련과정에 따른 직무상의 의무를 위반하거나 직무를 게을리 한 경우
3. 품위를 손상하는 행위를 한 경우

- 징계처분은 중징계와 경징계로 나뉘며, 중징계는 퇴학[참고 2]과 장기근신[참고 3], 경징계는 단기근신과 자기교정봉사[6]로 한다.

- 1·2·3학년 생도에 대한 경징계는 생도 여단 상벌위원회에서 의결하고, 그 외의 경우는 훈육위원회에서 징계 의결한다.

### 지휘근무생도 책임[7]
- 지휘근무생도는 솔선수범하는 자세로 사관생도의 모범이 되며, 주어진 임무에 관하여 적극적이고 능동적인 지휘활동을 하고 그에 대한 책임도 스스로 부담한다. 부여된 권한범위 내에서 건전한 판단과 결심 하에 명령 및 지시를 한다. 지휘근무생도의 직책별 임무는 밑의 '직책별 임무' 항목을 참조한다.

- 분대 2학년 생도는 분대 1학년 생도의 학습, 시간관리, 체력단련, 자기개발, 정리정돈, 외적자세 등 생도대 생활의 멘토로서 역할을 수행한다.

- 여단 및 대대본부 지도장교는 훈육요원 중에서 생도대장이 지정한다.

### 지휘근무생도 임명[8]
- 중대장 이상 지휘관 생도의 자격기준은 다음 각 호와 같다. 다만, 자격기준을 충족하는 대상자가 제한될 경우 훈육위원회 심의로 결정할 수 있다.[참고 4]
  1. 전체 학년 성적 종합서열 2/3 이내
  2. 해당 중대 3학년 이후 리더십역량 평균 서열 2/3 이내
  3. 학년별 진학요건을 갖춘 생도
  4. 지휘통솔 능력 및 자질이 탁월한 생도
  5. 최근 1년간 중징계 이상의 과실이 없는 생도
- 지휘근무생도의 임명방법은 다음 각 호와 같다.
  1. 여단 및 대대 지휘근무생도는 훈육관의 추천을 받아 훈육위원회에서 선발하며, 여단장 및 대대장생도는 훈육위원회에서 지정한다.
  2. 여단 및 대대 참모생도의 직책은 여단장 및 대대장생도가 건의한다.
  3. 중대장생도는 훈육관이 선발한다.
  4. 여단 및 대대 지휘관 및 참모생도, 중대장생도는 생도대장이 임명한다.[참고 5]
  5. 중대본부 참모생도는 중대장생도가 건의하고 훈육관이 임명한다.
- 지휘근무의 교대주기는 학사일정과 하계군사훈련 일정 등을 고려하여 생도대장이 별도로 정한다.
- 지휘근무생도가 중징계 처분을 받은 경우 훈육위원회의 심의로 해임여부를 결정한다. 지휘근무생도가 해임된 경우 해임일로부터 7일 이내에 해당직책 근무생도를 재임명한다.

## 지휘근무 활동[9]

### 지휘관 및 참모생도의 상황유지 및 보고
- 각 제대 참모생도는 부대일지에 해당 업무에 관한 기록을 유지한다.
- 지휘관생도는 부대일지를 최종 확인한 후, 중대는 훈육관, 대대는 대대본부 지도 훈육관, 여단은 여단본부 지도 훈육관의 승인을 받는다.
- 당직근무자는 당직근무 결과를 생도 지휘근무 계통 및 장교 지휘계통으로 보고한다.
- 특이사항 발생 시 지휘근무 계통으로 즉각 보고하고, 지휘관 생도는 담당 훈육관(장교)에게 보고한다.
- 생도 참모계선별 참모부에서 부여받은 업무에 대하여 접수와 종결 시 해당 중대 훈육관(장교)에게 보고한다.

### 지휘근무생도 회의[10]
- 지휘근무의 원활한 운영을 위해 지휘근무생도 회의를 실시할 수 있으며, 결과는 여단장생도가 여단본부 지도 훈육관에게 서면 또는 구두로 보고한다.
- 주간회의의 경우 매주 수요일 또는 일요일 야간에, 중대장생도 이상 지휘관 및 여단참모생도, 4학년 동기회장 생도와 여단 회의실에서 여단장생도 주관 하 실시한다. 회의 내용은 주간 결산 및 차주 예정사항 토의, 생도 관련 각종 검토사항 및 의견 종합, 기타 중요사항이다.
- 참모계선별 회의의 경우 필요시 해당 제대 지휘관에게 보고 후 담당 훈육관 승인 하 실시하며, 회의결과는 해당 지휘관생도와 여단 및 대대 지도 훈육관에게 서면 또는 구두로 보고한다.
- 제대별·학년별 토의의 경우 토의 사안 발생 시에 실시하며, 최소 시행 3일 전 지휘근무생도가 건의하여 지도장교 승인 하에 실시한다.

### 근무계획보고와 근무실적 평가회의[10]
- 지휘근무 교대 후 7일 이내에 근무계획을 해당제대 지휘관 및 지도장교에게 보고한다.
  1. 여단본부 : 생도대장(여단본부 지도 훈육관)
  2. 대대본부 : 부생도대장(대대본부 지도 훈육관)
  3. 중대본부 : 해당중대 훈육관
  4. 명예위원회 : 명예 지도장교(명예 지도장교 보좌관)
  5. 양성평등위원회 : 양성평등 지도장교(양성평등 지도장교 보좌관)
  6. 동기회 : 학년 지도 훈육관
- 중대장생도 이상 지휘근무생도의 근무실적을 분석, 평가하기 위하여 근무실적 평가회의를 실시한다.  지휘근무 교대 1주 전에 훈육관 주관으로 실시하며, 전·후번 지휘관 및 (여단·대대)참모생도가 참여한다. 분야별 근무실적 분석보고 및 토의, 강평으로 진행한다.

## 지휘근무생도 직책별 임무[11]

### 여단
| 구분 | 구분              | 임무(책임분야) | 비고  |
| ---- | ----------------- | --- | ----- |
| 여단 | 여단장생도        | 생도여단 전반을 지휘·통솔, 여단본부 회의 주관·근무중점 하달, 여단본부 참모생도 근무 감독, 여단 생도생활중점 이행실태 확인 | 4학년 |
| 여단 | 부여단장 생도     | 여단장생도 부재 시 대리 임무 수행, 생도 건의사항 종합·조치, 학년별 소통을 위한 간담회 계획 수립·시행 | 4학년 |
| 여단 | 공보정훈참모 생도 | 육사신문 및 국방일보 기고글 작성·홍보(월 1~2회), 생도 정신전력 강화 및 일일 정신교육, 생도대 정훈교육 계획 및 시행, 각종 공모전 공고                                                                                            | 4학년 |
| 여단 | 주임원사 생도     | 여단장 생도 보좌하여 지휘근무 활동에 조언·보좌, 부대 기풍 조성 및 부대관리·근무활동(안전, 군기, 부대 사기 진단 등) | 4학년 |
| 여단 | 인사참모 생도     | 여단 생도생활중점 이행실태 확인, 생도 인사 행정업무 수행(연명부, 락커룸, 홍보 등), 명령·지시·회보의 수령 및 하달, 생도 외적자세 유지를 위한 검열계획 작성·시행(복장·두발 등)                                                    | 4학년 |
| 여단 | 인사장교 생도     | 여단 인사참모생도 보좌, 일일 병력현황 종합·유지(종교행사, 출타현황 등), 생도생활중점 이행실태 확인, 여단 당직/순찰 근무명령서 작성, 여단 상벌위원회 업무 관장(을반 심의), 주간 보행인원 통합, 생도 인사근무(복지분야) 확인·관리 | 4학년 |
| 여단 | 안전장교 생도     | 생도대 안전의식 확산을 위한 제반 업무, 생도대 안전목표 설정, 생도대 환자 관리 및 육사병원 회복실 관리, 취약시설 순찰·조치 및 건의(생도대, 체육시설, 편의시설 등)                                                                | 4학년 |
| 여단 | 정보참모 생도     | 생도 전산·정보 행정업무 수행, 생도 월간 보안점검·교육 실시(생도 SNS 점검), 도서관 관리(도서관 이용 상태 확인, 도서/DVD 연체 확인)                                                                                               | 4학년 |
| 여단 | 정보장교 생도     | 여단 정보참모생도 보좌, 생도대내 개인 컴퓨터 반입·반출 통제, 보안규정 위반 사례 발생시 사건조사·검토 | 4학년 |
| 여단 | 보안장교 생도     | 생도 보안규정 준수의식 함양·지도 감독, 보안 관련 업무 주무, 화랑관 등 생도시설 추입통제, 등록 및 관리, 보안규정 위반 사례 확인, 개인 상용정보통신 장비 반입 및 운용 관리                                                        | 4학년 |
| 여단 | 작전참모 생도     | 생도 작전·교육 행정업무 수행(일일/주간일정 작성 및 시간통제), 교재·학용품 수령 및 배부, 당직 및 불침번 운용 및 근무상태 확인 | 4학년 |
| 여단 | 작전장교 생도     | 생도여단 지휘관 회의 및 참모회의 준비, 여단 작전참모생도 보좌, 생도 비상연락망·상황전파체계 유지 업무 | 4학년 |
| 여단 | 지휘통신장교 생도 | 생도 방송실 운영에 대한 감독, 방송생도 선발·교육, 정보체계 관리, 정보보호 등 업무 수행, 생도 전산장비·소모품 관리 | 4학년 |
| 여단 | 군수참모 생도     | 생도 군수지원업무 수행, 군수업무에 관한 제반 명령·지시 시행 및 하달, 급양관리·교육, 군수품 상태조사 등 군수품 관리 업무, 생도대 전투물자 관리 감독 책임                                                                         | 4학년 |
| 여단 | 군수장교 생도     | 여단 군수참모생도 보좌, 보급품 관리에 대한 교육·감독, 분배·회수, 휴일 식수인원 파악 및 보고, 생도 세탁지원 계획 및 확인, 총기 및 방독면 등 전투물자 관리 업무                                                                   | 4학년 |
| 여단 | 환경장교 생도     | 시설물 확인 및 조치/건의, 환경개선 소요확인· 계획수립 및 추진, 특별구역 청소 및 관리 상태 확인, 생도 시설물 유지 보수 업무 | 4학년 |
| 여단 | 교훈참모 생도     | 교육훈련에 관한 제반 명령, 지시 시행 및 하달, 열정·소통 학기 시행 관련 제반 업무 수행, 대외 학술 교류 관련 업무(외부 세미나·교육 파악/홍보)                                                                                     | 4학년 |
| 여단 | 체력관리장교 생도 | 체육수업 관련 사항 확인·전파, 체육대회 계획 및 생도 체력단련 계획 수립 및 시행, 생도 맞춤형 체력 관리·체력 저조 생도 관리 및 체력증진 업무                                                                                      | 4학년 |
| 여단 | 교육장교생도      | 생도 리더십 개발 관련 제반 업무, 평일 및 주말 봉사활동 관련 업무, 대외기관 육사 리더십 체험 관련 업무, 생도 대상 리더십 교육자료(리더십 교육 회보) 작성                                                                         | 4학년 |
| 여단 | 기수단(호위) 생도 | 국기, 교기, 생도대기 보관 및 관리, 행사 시 기수단(호위) 임무 수행 | 4학년 |

### 대대
| 구분 | 구분          | 임무(책임분야) | 비고  |
| ---- | ------------- | --- | ----- |
| 대대 | 대대장생도    | 생도대대 전반을 지휘·통솔, 대대본부 회의 주관·근무중점 하달, 대대본부 참모생도 근무 감독, 대대 생도생활중점 이행실태 확인, 대대 단결을 위한 부대활동 계획 및 시행            | 4학년 |
| 대대 | 부대대장 생도 | 대대장생도 부재 시 대리 임무 수행, 생도 건의사항 종합·조치, 학년별 소통을 위한 간담회 계획 수립·시행, 참모본부생도 업무확인, 환자관리                                        | 4학년 |
| 대대 | 인사과장 생도 | 대대 생도생활중점 이행실태 확인, 생도 인사 행정업무 수행(연명부, 락커룸, 홍보 등), 명령·지시·회보의 수령 및 하달, 생도 외적자세 유지를 위한 검열계획 작성·시행(복장·두발 등) | 4학년 |
| 대대 | 정보과장 생도 | 정보업무에 관한 제반 명령, 지시 수령 및 하달, 전산·정보 행정업무 수행, 생도 월간 보안점검·교육 실시(생도 SNS 점검)                                                           | 4학년 |
| 대대 | 작전과장 생도 | 대대본부 주무참모로서 참모업무 총괄하여 부대대장 생도 및 대대장 생도 보좌, 일과표에 의한 시간통제, 교육훈련에 관한 제반 명령, 지시 시행 및 하달                              | 4학년 |
| 대대 | 군수과장 생도 | 군수업무에 관한 제반 명령·지시 시행 및 하달, 급양관리·교육, 보급품 관리에 대한 교육 및 감독, 분배 및 회소, 각종 군수 관련 정비 계획 확인 및 시행(총기수리소요 등)            | 4학년 |
| 대대 | 교훈과장 생도 | 주말 기회 교육, 평일 동아리 활동 확인, 감독(여단교훈참모와 연계), 충무관 교반 및 체육수업 장소 순찰                                                                          | 4학년 |
| 대대 | 환경과장 생도 | 대대 시설물 현황유지 및 이상유무 확인, 시설물 확인 및 조치/건의(수리 및 교체소요), 환경개선 소요 확인, 개선계획 수립 및 추진                                                 | 4학년 |

### 중대
| 구분 | 구분            | 임무(책임분야) | 비고    |
| ---- | --------------- | --- | ------- |
| 중대 | 중대장생도      | 생도중대 전반을 지휘·통솔, 중대본부 회의 주관·근무중점 하달, 중대본부생도 근무실태 감독 및 중대행사 지휘, 포상 건의                                                         | 4학년   |
| 중대 | 부중대장 생도   | 중대장 생도 부재 시 대리 임무 수행, 생도 건의사항 종합·조치, 학년별 소통을 위한 간담회 계획 수립·시행, 환자관리                                                             | 4학년   |
| 중대 | 인사담당관 생도 | 중대내 생도생활중점 이행실태 확인, 일과시간 준수 확인 및 통제, 외적자세 및 용모 확인 및 교육, 중대내 각종 인사관련 행정업무                                                 | 4학년   |
| 중대 | 인사지원관 생도 | 대대 안전목표와 연계된 중대 안전목표 설정, 환자 관리, 취약시설 순찰 및 안전조치 및 건의(생도대, 체육시설, 편의시설 등), 인사담당관 생도 보좌,중대 내 각종 인사관련 행정업무 | 3학년   |
| 중대 | 정보담당관 생도 | 중대 내 보안관련 행정업무(상용정보통신장비, 문서보안, 전산보안 등), 생도 전산장비 및 소모품 관리, 생도 보안점검 및 보안교육 실시                                            | 4학년   |
| 중대 | 작전담당관 생도 | 중대본부 주무참모로서 참모업무 총괄하여 부중대장 생도 및 중대장 생도 보좌, 각종 명령, 지시, 회보의 수령 및 전달                                                             | 4학년   |
| 중대 | 보급담당관 생도 | 보급품 관리에 대한 교육 및 확인, 보급품 수령 및 분배, 관리상태 확인 | 4학년   |
| 중대 | 보급지원관생도  | 보급담당관 생도 보좌, 보급품 관리에 대한 교육 및 확인, 보급품 수령 및 분배, 관리상태 확인                                                                                   | 3학년   |
| 중대 | 환경담당관 생도 | 중대 시설물 현황유지 및 이상유무 확인, 시설물 확인 및 조치/건의(수리 및 교체소요), 환경개선 소요 확인, 개선계획 수립 및 추진                                                | 3학년   |
| 중대 | 교훈담당관 생도 | 교육훈련에 관한 제반 명령, 지시 시행 및 하달, 중대원의 성적 파악, 저조생도에 대한 학습지도, 중대 학과열외 인원 관리                                                         | 3학년   |
| 중대 | 체육담당관 생도 | 체육수업 관련 사항 확인·전파, 체육대회 시행 준비 계획/추진, 체력단련 계획 수립 및 시행, 생도 맞춤형 체력 관리·체력 저조 생도 관리 및 체력증진 업무                          | 4학년   |
| 중대 | 소대장생도      | 소대내 생도생활중점 이행실태 확인, 소대원 외적자세 등 생도책무 교육 및 지도,교정, 소대원의 내무생활 확인 및 지도                                                            | 4학년   |
| 중대 | 부소대장 생도   | 소대 시설 관리, 소대원 장비 관리, 소대 군기유지, 내무생활 지도 전담, 소대장생도를 보좌하며 부재 시 임무대행                                                                 | 3,4학년 |
| 중대 | 분대장생도      | 분대내 생도생활중점 이행실태 확인, 분대원 학업지도, 신상파악, 애로사항 조치, 건의 및 보고 등 전반적인 생활 관리 및 지도, 분대원의 개인 신상파악 및 개별 지도                | 3,4학년 |
| 중대 | 부분대장 생도   | 분대 사기유지, 분대원 신상파악,조치 전담, 분대 후배생도 생도생활과 직접 연계되는 내무생활 분야 지도, 분대장생도를 보좌하며 부재 시 임무 대행                                | 3학년   |
| 중대 | 기수생도        | 행사시 중대 기수 임무 수행 | 3학년   |